# Rubāʿī

Rubai von Omar Chajjam (Pfade)

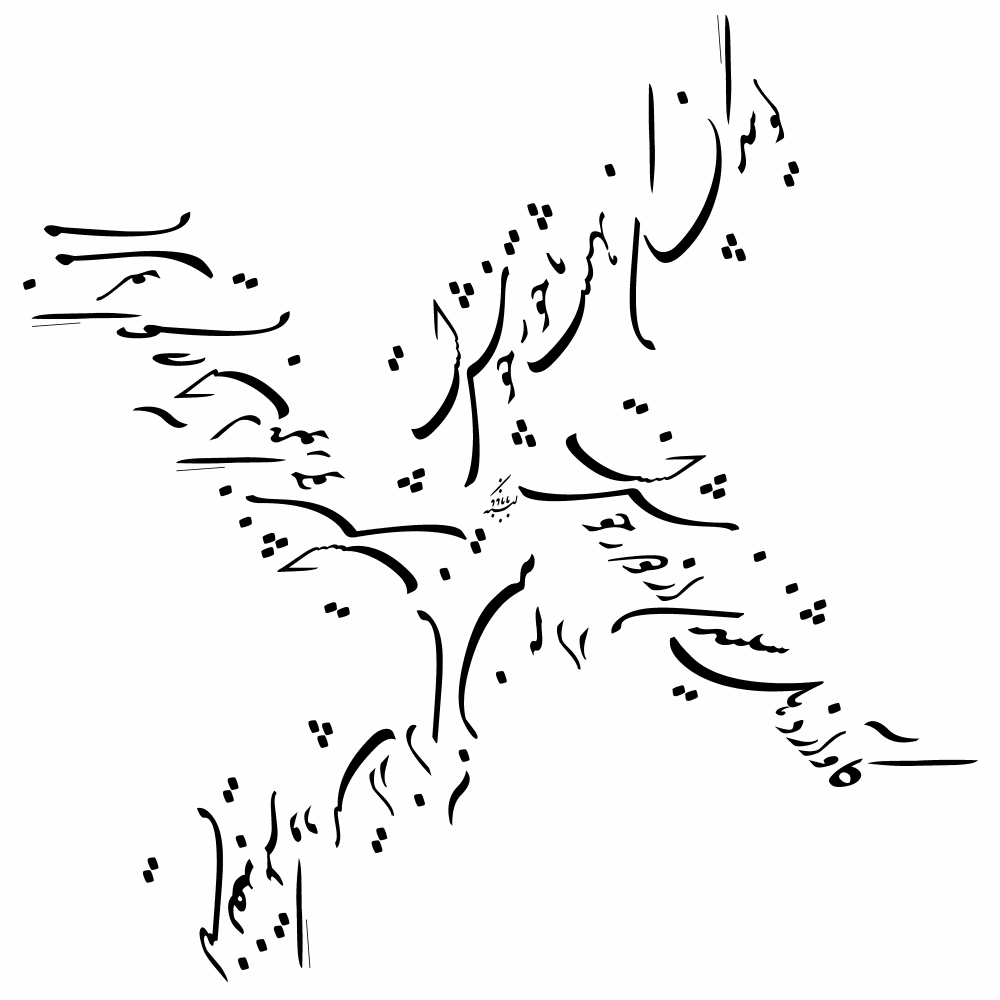
Kalligrafische Wiedergabe eines Rubai von Omar Chajjam

Rubāʿī (von arabisch رباعی, DMG rubāʿī ‚Vierzeiler‘), pl. Rubāʿīyāt (رباعيات, DMG rubāʿīyāt), ist eine vor allem in der persischen Literatur beliebte Gedichtform mit dem Reimschema a a b a oder – seltener – a a a a, wobei die dritte Zeile meist einen neuen Gedanken darstellt und die letzte Zeile als Zusammenfassung dient. Der heute bekannteste Autor dieser Gedichtgattung ist Omar Chayyām (1048–1131). Seine Gedichte wurden in Europa durch die Übersetzungen bzw. Nachdichtungen durch Joseph von Hammer-Purgstall (1818), den englischen Gelehrten und Dichter Edward FitzGerald (1859 u. ö.) und den deutschen Diplomaten Friedrich Rosen (1909) bekannt. Doch gibt es Vorläufer, die sich ebenfalls dieser Gedichtform bedienten, darunter vor allem Rūdakī (etwa 858–940), aber auch Avicenna (980–1037) und Bābā Ṭāhir von Hamadān (etwa 944–1019), dessen Rubā‘iyyāt auch Do-beitī-hā (persisch دوبیتی‌ها, ‚Zweierverse‘) benannt sind und dasselbe Reimschema aufweisen.